# Dalbergstraße (Mannheim)

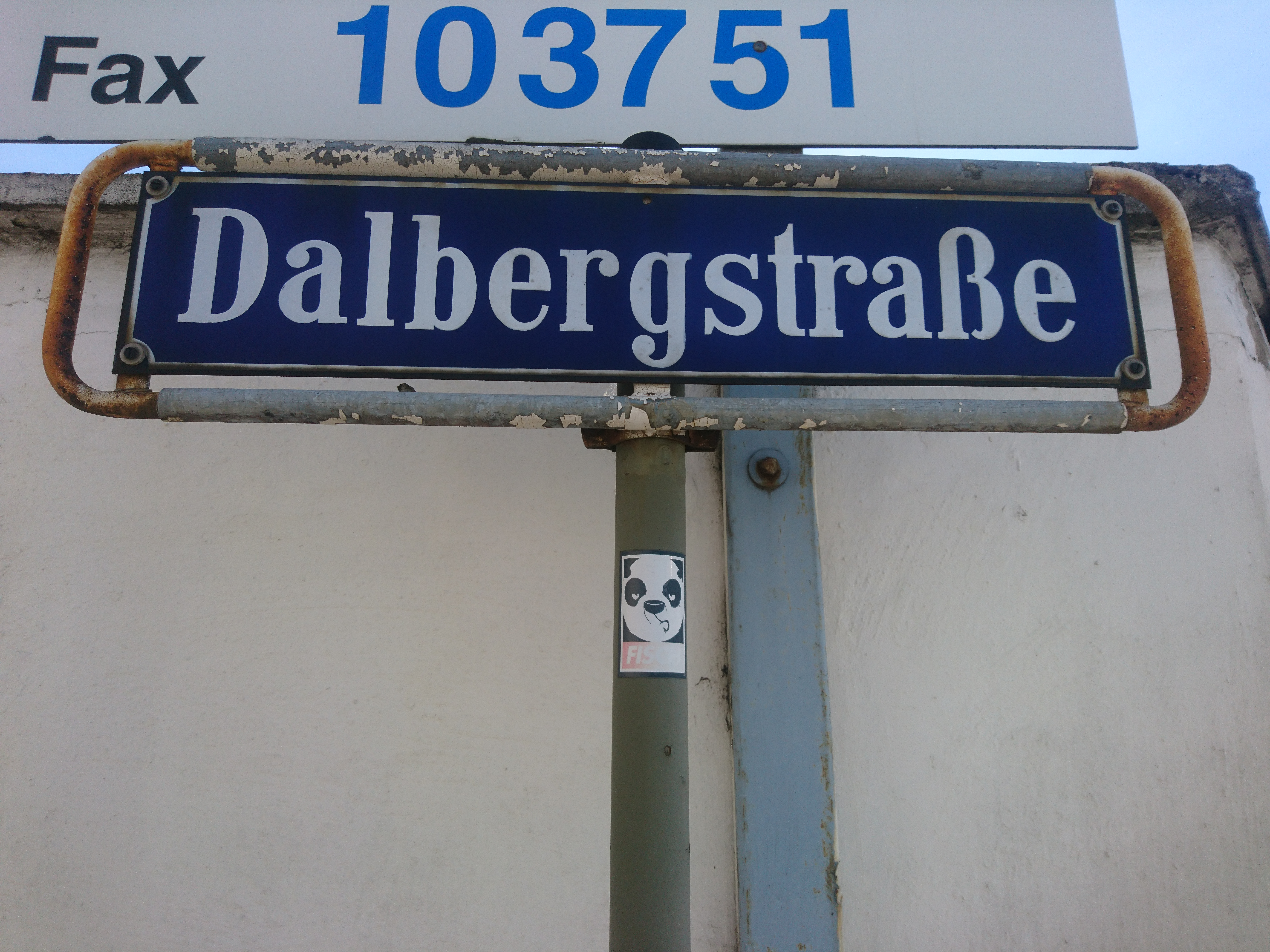
Straßenschild der Dalbergstraße

Die Dalbergstraße ist eine Straße in Mannheim. Sie beginnt als Hauptstraße am Luisenring und endet in der Neckarvorlandstraße im Stadtteil Jungbusch. Der erste Abschnitt ist Teil der Bundesstraße 44.

## Geschichte
Die Straße ist nach Wolfgang Heribert Reichsfreiherr von Dalberg (1750–1806) benannt. Sein Engagement trug zur Gründung des Mannheimer Nationaltheaters bei. Dalberg leitete dieses von 1778 bis 1803 als Intendant.
Die Straße entstand um 1880 aus einem Weg zu einer Gartenanlage am Rand der ehemaligen Stadtbefestigung im Bereich des Beginns der heutigen Jungbuschbrücke. Dort hatte Dalberg ein etwas größeres Gartengrundstück besessen, das zuvor im Besitz des Schauspielers August Wilhelm Iffland war.